# Diabelski Mur (Czechy)
Diabelski Mur (czes. Čertova zeď) - skalny mur zbudowany z bazaltu, znajdujący się 4 km na zachód od miasta Český Dub, w północnych Czechach. Jest to pionowa żyła bazaltowa (dajka) o przebiegu NNE-SSW od okolic Ještědu po Bezděz. Jej całkowita długość wynosi ok. 20 km, natomiast grubość 2–4 m. Żyła utworzona jest z różnych odmian bazaltu. Wyróżniono tu bazalty nefelinowe, polzenity i in. Ok. 1–2 km na południowy wschód przebiega równoległa druga żyła - Malá Čertova zeď.

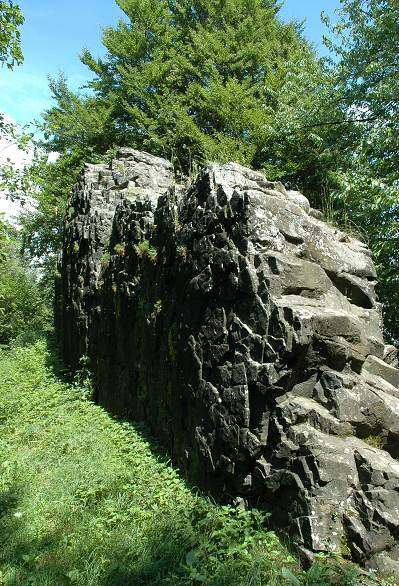
Diabelski Mur - pozostałości muru

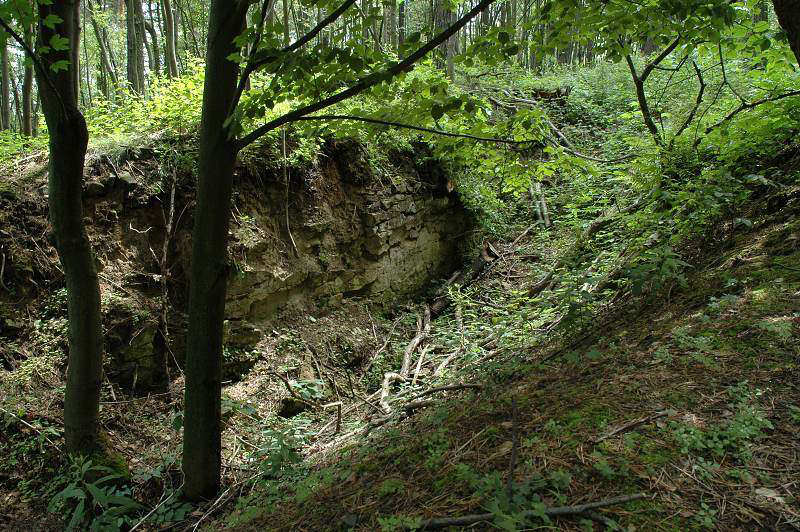
Diabelski Mur - wyrobisko po eksploatacji bazaltu

Żyła bazaltowa powstała w trzeciorzędzie (neogenie) w czasie orogenezy alpejskiej. W czasie ruchów tektonicznych olbrzymia płyta zbudowana z górnokredowych piaskowców pękła, a w powstałą szczelinę wdarła się lawa bazaltowa. Nie wiadomo, czy lawa wylała się na powierzchnię ziemi, czy zastygła całkowicie w obrębie skał osadowych. W trakcie stygnięcia zakrzepłej lawy powstał cios termiczny w postaci słupów bazaltowych ułożonych poziomo, czyli prostopadle do powierzchni stygnięcia. W czasie późniejszej erozji mniej odporne piaskowce zostały silniej zdenudowane (obniżone), niż bardziej odporne skały wulkaniczne, które tym sposobem utworzyły mur. Według dawnych opisów jego wysokość dochodziła do 20 m.
Dla człowieka taki sposób występowania bazaltów był zachętą do eksploatacji. Nie wiadomo kiedy rozpoczęło się jego niszczenie, natomiast na wielką skalę ruszyło w II połowie XIX w. Nie tylko rozebrano duże partie muru ale zaczęto wydobywać bazalt występujący poniżej powierzchni terenu.
Do najciekawszych partii należą Diabli Tron (Čertův stolec) i Diabelska Głowa (Čertova hlava). Dawniej poniżej Diabelskiej Głowy istniała, rozebrana na kamień łamany, Diabelska Brama (Čertova brána) na ścieżce ze wsi Smržov do wsi Zábrdí.
W obrębie mniejszej żyły (Malá Čertova zeď) znajduje się Rasova rokle - wąwóz powstały po wybranym bazalcie z pozostawionymi wiązkami słupów tworzących rozpory przeciwdziałające osuwaniu się ścian piaskowcowych.
W 1948 powstał rezerwat przyrody (czes. Národní přírodní památka Čertova zeď) obejmujący pozostałości muru oraz wyrobiska po eksploatacji bazaltu. W 1964 został on powiększony do 20 ha.
O powstaniu Diabelskiego Muru krązy kilka legend, każda z diabłem w roli głównej.